# Lezghien
Cet article concerne la langue lezguienne. Pour le peuple lezguien, voir Lezghiens.
Le lezghien (également : lezghine, lezgi ; en lezghien : лезги чIал) est une langue parlée par les Lezghiens, qui vivent dans le sud du Daghestan (une république de la fédération de Russie) et dans le nord de l'Azerbaïdjan.

## Classification
Le lezghien appartient au groupe lezgique de la famille des langues nakho-daghestaniennes.

## Distribution géographique
En 1996, le lezguien était parlé par 257 000 personnes en Russie, principalement dans le sud du Daghestan, ainsi que par 171 400 personnes en Azerbaïdjan. Le lezguien est également parlé en Géorgie, au Kazakhstan, au Kirghizistan, en Turquie, au Turkménistan, en Ukraine et en Ouzbékistan. Le nombre total de locuteurs est évalué à 451 000.

### Statut
Le lezguien est une des langues officielles du Daguestan. 

### Langues apparentées
On dénombre dix langues à l'intérieur de la famille lezguienne, à savoir, outre le lezguien : le tabassaran, le routoul, l'agul, le tsakhur, le budukh, le kryz, le khinalug, l'oudi et l'artchi. Ces langues portent les noms des sous-groupes ethniques qui les parlent.

### Dialectologie
Le lezguien se parle sous trois formes dialectales qui ne sont pas toujours intercompréhensibles[réf. nécessaire].
- le dialecte kiuri subdivisé en cinq sous-dialectes
  - le gjunej (qui sert de base à la langue littéraire)
  - le jarki
  - le q'urax
  - le gelxen
  - le gilig
- le dialecte samur subdivisé en six sous-dialectes
  - le doq:uzpara
  - l'axti
  - le fij
  - le kurush
  - le jaba
  - le dashagil
- le dialecte quba subdivisé en trois sous-dialectes
  - le quba 
    - qimil
    - aniq
    - düztahir

  - le kuzun

## Écriture
Le lezguien a été écrit avec l’alphabet albanien et ensuite l’alphabet arabe. À la fin du XIXe siècle et au début du XXe siècle, Peter von Uslar utilise un alphabet latin avec des lettres additionnelles. En 1928 un alphabet latin est adopté et est remplacé par une alphabet cyrillique en 1938. En 2018, un nouvel alphabet latin est proposé et utilisé dans la première année d’école primaire en Azerbaïdjan, mais est fortement critiqué notamment dans le journal Самур,.
| А а   | Б б | В в   | Г г   | Гъ гъ | Гь гь | Д д | Е е   | Ё ё   | Ж ж | З з   | И и |
| Й й   | К к | Къ къ | Кь кь | КӀ кӀ | Л л   | М м | Н н   | О о   | П п | ПӀ пӀ | Р р |
| С с   | Т т | ТӀ тӀ | У у   | Уь уь | Ф ф   | Х х | Хъ хъ | Хь хь | Ц ц | ЦӀ цӀ | Ч ч |
| ЧӀ чӀ | Ш ш | Щ щ   | Ъ ъ   | Ы ы   | Ь ь   | Э э | Ю ю   | Я я   |     |       |     |

## Grammaire
Le lezguien présente la particularité pour une langue du Caucase du nord de ne pas posséder de classes nominales. Le lezguien standard présente 18 cas, dont 12 sont toujours utilisés dans le langage parlé courant.